# ملقطة سكر

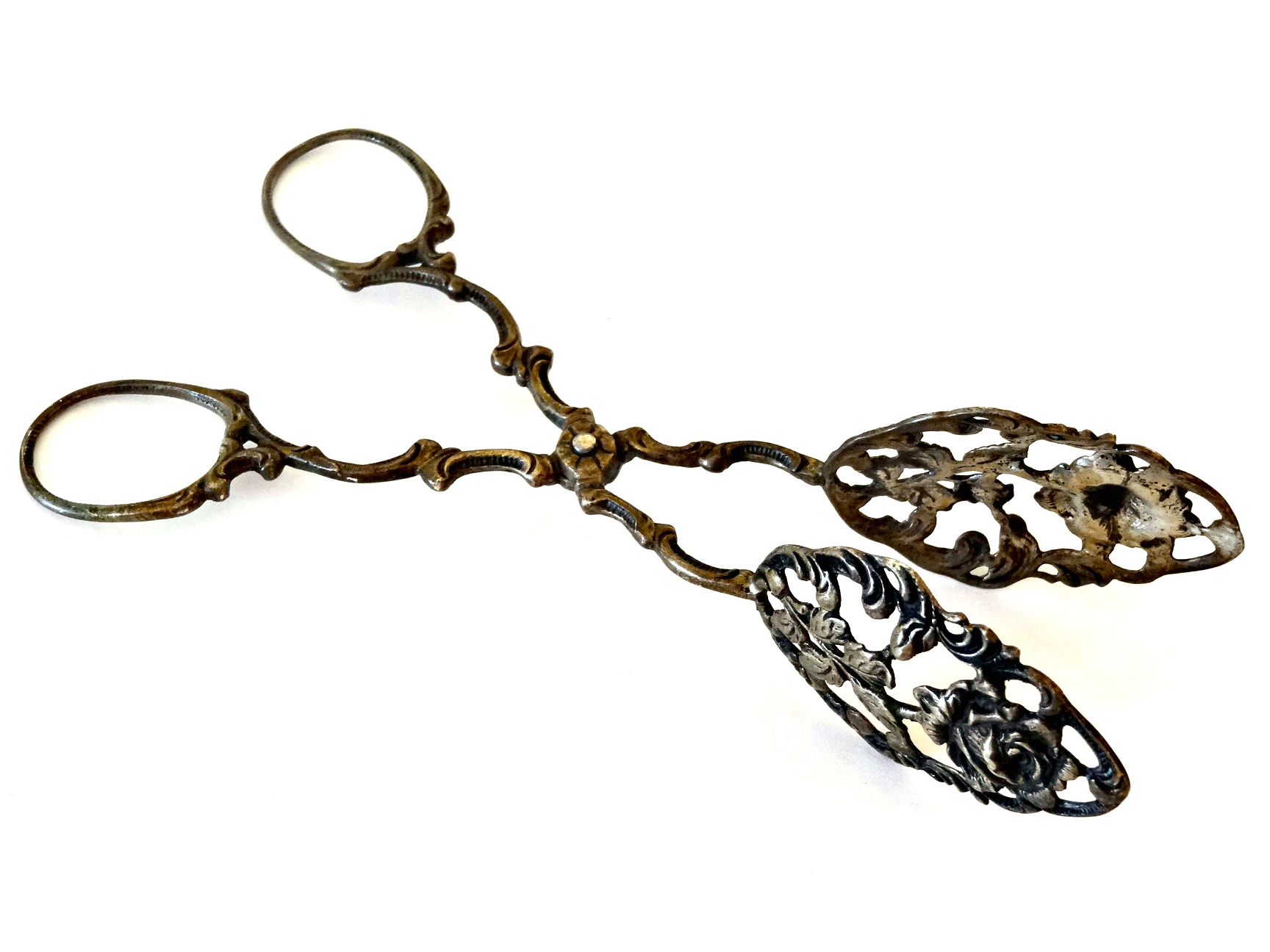
ملقطة سكر

مِلقطة السكر أو مِلقط السكر هي إحدى أواني التقديم صغيرة  تستخدم على المائدة لنقل قطع السكر من السكرية إلى فناجين الشاي. ظهرت الملقط في نهاية القرن السابع عشر وحظيت بشعبية كبيرة بحلول عام 1800، حيث امتلكتها نصف الأسر البريطانية. وقل استخدامها في العصر الحديث.